# Liz McClarnon
Elizabeth Margaret McClarnon, detta Liz (Liverpool, 10 aprile 1981), è una cantante britannica.

## Carriera
Attiva anche come ballerina e conduttrice televisiva, è conosciuta come una delle tre componenti del girl group Atomic Kitten. Il gruppo, composto anche da Kerry Katona (poi sostituita da Jenny Frost) e Natasha Hamilton, ha esordito nel 1999.
Nel 2006 ha esordito da solista, pubblicando nel mese di febbraio il singolo I Get the Sweetest Feeling (cover di Jackie Wilson).
Nel 2008 ha vinto il talent televisivo britannico Celebrity MasterChef.
Nel 2010-2011 ha condotto il programma televisivo Hotter Than My Daughter (BBC Three) e ha interpretato Paulette Bonafonté nel tour britannico del musical Legally Blonde, tratto dal film La rivincita delle bionde.
Nel marzo 2012 la line-up originale delle Atomic Kitten si è ricostituita.

## Discografia

### Solista
Singoli
- 2006 - Woman in Love/I Get the Sweetest Feeling
- 2007 - (Don't It Make You) Happy